# Гавальдон, Роберто
Роберто Гавальдо́н (исп. Roberto Gavaldón, 7 июня 1909, Хименес — 4 сентября 1986, Мехико) — мексиканский кинорежиссёр и сценарист.

## Биография
Семья в 1919 переехала в Мехико. В 1926 Роберто отправился в Лос-Анджелес, где подрабатывал в Голливуде. Вернувшись в Мехико в 1932, работал ассистентом режиссёра. Дебютировал как самостоятельный режиссёр в 1936. Снял свыше 50 фильмов различного жанра.

## Творческие связи
Часто работал с выдающимся оператором Габриэлем Фигероа, крупными актрисами Мечей Ортис, Либертад Ламарке, Долорес дель Рио, Марией Феликс, актёрами Педро Армендарисом, Артуро де Кордова.

## Избранная фильмография
- 1942: Граф Монте-Кристо/ El conde de Montecristo (по роману Дюма)
- 1944: Нана/ Nana (по роману Золя)
- 1945: Проклятый хутор/ La barraca (по роману Бласко Ибаньеса; Золотой Ариэль и девять премий Серебряный Ариэль)
- 1946: La otra (номинация на Золотой и Серебряный Ариэль)
- 1946: Rayando el sol (три номинации на Серебряный Ариэль)
- 1947: La diosa arrodillada
- 1948: Приключения Казановы/ Casanova aventurero
- 1950: La casa chica (две номинации на Серебряный Ариэль)
- 1951: Deseada (четыре номинации на премию Ариэль)
- 1951: En la palma de tu mano (Золотой Ариэль, 7 премий Серебряный Ариэль)
- 1951: Mi vida por la tuya
- 1952 : El rebozo de Soledad (8 премий Серебряный Ариэль)
- 1953 : Las tres perfectas casadas (три премии Серебряный Ариэль)
- 1953 : Ребенок и туман/ El niño y la niebla (Золотой Ариэль, 7 премий Серебряный Ариэль)
- 1954: Sombra verde (две премии Серебряный Ариэль)
- 1954: Камелия/ Camelia (по роману Дюма-сына)
- 1956: Тайная любовница/ La escondida
- 1958: Пепельная среда/ Miércoles de ceniza (номинация на Золотой медведь Берлинского МКФ)
- 1959: Майский цветок/ Flor de mayo (по роману Бласко Ибаньеса; номинация на Золотой медведь Берлинского МКФ)
- 1960: Макарио/ Macario (по новелле Б.Травена; номинация на Оскар за лучший зарубежный фильм, номинация на Золотую пальмовую ветвь Каннского МКФ, премия за лучший латиноамериканский фильм Сообщества киносценаристов Испании)
- 1961: Белая роза/ Rosa blanca
- 1963: Дни осени/ Días de otoño
- 1964 : Золотой петух/ El gallo de oro (сценарий К.Фуэнтеса и Г.Гарсиа Маркеса по новелле Хуана Рульфо; Серебряная богиня Общества киножурналистов Мексики)
- 1971: Донья Макабра/ Doña Macabra
- 1973: Дон Кихот снова в пути/ Don Quijote cabalga de nuevo (по роману Сервантеса)
- 1976: Грибной человек/ El hombre de los hongos
- 1977: Пустынное взморье/ La playa vacía
- 1979: Когда пауки ткут свою пряжу/ Cuando tejen las arañas

## Признание
Номинант и лауреат множества национальных и международных премий. Медаль Сальвадора Тоскано за вклад в развитие мексиканского кино в 1986 году. 8 лент мастера вошли в список 100 лучших фильмов Мексики. О режиссёре сняты два документальных фильма (1989, 2001). К столетию Гавальдона ретроспектива его картин прошла в Линкольн-Центре Нью-Йорка в 2008 и в Мехико в 2009.